# سسنا ۱۸۰
سسنا ۱۸۰ (به انگلیسی: Cessna 180) یک هواگرد ساختِ کارخانهٔ سسنا در کشور ایالات متحده آمریکا است که در سال ۱۹۵۳ ساخته شد. این هواگرد برای نخستین بار در ۱۹۵۲ میلادی مورد استفاده قرار گرفت.